# Ginseng Strip 2002
"Ginseng Strip 2002" é uma canção do rapper sueco Yung Lean de seu EP de estreia Lavender EP (2013). A canção é produzida por Yung Gud. O videoclipe da música se tornou viral em 2013, levando à ascensão de Lean. Mais tarde, a música voltou a ter popularidade em 2022, por meio do aplicativo de compartilhamento de vídeo curtos TikTok.

## Bastidores
O produtor Yung Gud descreveu o processo de gravação da música, dizendo: "'Ginseng Strip 2002' foi apenas uma checagem de som, ele [Yung Lean] estava apenas verificando se o microfone estava funcionando." O videoclipe mostra Lean fazendo rap sobre tópicos relacionados a sexo, drogas e conteúdo sensível, incluindo fazer sexo oral com uma viciada em cocaína que se parece com Zooey Deschanel.

## Recepção
A música recebeu recepção mista entre críticos e fãs. Jonah Bromwich, do Pitchfork, escreveu uma resposta negativa à performance de Yung Lean e ao videoclipe: "Seus versos são afetados, seus movimentos estranhos; ele se assemelha a um desajustado obcecado por rap de um acampamento de verão que faz freestyle mal e não se preocupa em distinguir entre a atenção positiva e negativa que ele está recebendo." Cecilia Morales, do The Ithacan, chamou seu videoclipe de "obscuro" e disse que Lean ganhou destaque por "produzir músicas e videoclipes que são tão ruins que são bons". Consequence ranqueou "Ginseng Strip 2002" na posição 44 de sua lista "50 Melhores Canções de 2013".
A reação geral à música tornou-se mais favorável depois de voltar à popularidade em 2022.